# Trichospermum fosbergii
Trichospermum fosbergii är en malvaväxtart som beskrevs av Kostermans. Trichospermum fosbergii ingår i släktet Trichospermum och familjen malvaväxter. Inga underarter finns listade i Catalogue of Life.